# Porphoracris sanguinipes
Porphoracris sanguinipes är en insektsart som beskrevs av Marius Descamps 1979. Porphoracris sanguinipes ingår i släktet Porphoracris och familjen Romaleidae. Inga underarter finns listade i Catalogue of Life.